# Мантей, Аксель
Аксель Мантей (1945—1995) — немецкий театральный художник и режиссёр.

## Сценографические работы
- 1979 — Мера за меру У. Шекспира
- 1979 — «Орфей» Х. В. Хенце. Реж. У. Форсайт
- 1979—1983 — Time Cycle von William Forsythe (Tänzer), Stuttgarter Ballett, Den Haag, New York, Frankfurt/Main)
- 1980 — «Гамлет» Шекспира — Theater Bremen
- 1981 — «Лунный шепот» Уильяма Болкома. Сорежиссёр.
- 1981 — балет «Свинцовая ночь» Ханса-Юргена фон Бозе
- 1981 — «Ночлежка» (На дне) М. Горького
- 1982 — «Мизантроп» Мольера — Schauspiel Köln
- 1982 — «Войцек» Г. Бюхнера
- 1983 — «Сон в летнюю ночь» Шекспира — Schauspiel Köln
- 1984 — «Эдип» по Софоклу и Ф. Гёльдерину — Реж. Ю. Гош. Schauspiel Köln
- 1984 — «В ожидании Годо» С. Беккета. Реж. Ю. Гош.
- 1985 — «Пентесилея» Г. фон Клейста. Реж. Ю. Гош.
- 1985—1987 — Кольцо Нибелунга Р. Вагнера в пост. Рут Бергхаус.

## Режиссёрские работы
- 1984 — опера «Фарфоровые ножки красавицы» К. Швертзика — Staatstheater Stuttgart
- 1984 — «Всемирный потоп» Г. Ахтернбуша
- 1985 — «Гораций» П. Корнеля.
- 1986 — опера Фаэтон Н. Йоммелли — Staatstheater Stuttgart
- 1987 — Игра снов А. Стриндберга — Staatstheater Stuttgart (1988 eingeladen zum Berliner Theatertreffen)
- 1988 — «Актер, Танцор, Певица» Г. Высоцки
- 1989 — «Балкон» Ж. Жене — Düsseldorfer Schauspielhaus
- 1989 — «Птицы» Аристофана — Бургтеатр (Вена)
- 1990 — опера «Несчастный, одетый в черное» Яна ван Влимена
- 1990 — Лоэнгрин Р. Вагнера — Staatstheater Stuttgart
- 1991 — «Леонс и Лена» Г. Бюхнера — Thalia Theater (Hamburg)
- 1992 — опера «Ариадна на Аксосе» Р. Штрауса
- 1992 — опера Волшебная флейта В. А. Моцарта
- 1992 — опера «Возвращение Улисса» К. Монтеверди — Staatstheater Stuttgart
- 1993 — «Дон Кихот из Ламанчи» Ханса Цендера
- 1994 — «Искушение святого Антония» Г. Флобера — Hamburger Schauspielhaus